# Citizen Cain
Citizen Cain – szkocka grupa wykonująca rock progresywny, założona we wczesnych latach 80 przez wokalistę Cyrusa Scotta. Piosenki zespołu zawierają złożone teksty Cyrusa Scotta, opowiadające o ludzkiej omylności, wojnach, historii, polityce i ekologii. 
Nazwa zespołu jest oczywistą grą słów opierającą się na nazwie kultowego filmu Orsona Wellesa "Citizen Kane" ("Obywatel Kane"). W tekstach piosenek zespołu jest wiele odnośników do biblijnego Kaina, pierwszego mordercy jako do metafory dla ludzkiej siły niszczycielskiej.
Pierwszy album zespołu, Ghost Dance (1984) zawierał czysto konwencjonalną muzykę rockową. Grupa rozdzieliła się w 1987, ale Scott uruchomił grupę z powrotem, zapraszając dwóch nowych członków, w 1992 roku, wydając ciepło przyjęte demo przed samym albumem Serpents in Camouflage (1993, reedycja z dwoma bonusowymi ścieżkami z kasety demo w roku 1996). Ten album i jego następca Somewhere but yesterday (1995) zawiera ostre tematy muzyczne, którym towarzyszył głos Scotta, śpiewającego w stylu Petera Gabriela.
Wpływ muzyki supergrupy Genesis na Citizen Cain  jest najbardziej wyraźny na 25-minutowej tytułowej suicie Somewhere but yesterday, która wydaje się być po części hołdem dla 20-minutowego Supper's ready właśnie zespołu Genesis. 
Dwa kolejne albumy, Rasing the stones (1998) oraz Playing dead (2002), wydane pod oryginalną nazwą zespołu pomimo "oficjalnej" zmiany nazwy na Xitizen Cain, umocniły styl pisania tekstów Scotta ale powzięły mniej zwyczajną drogę muzyczną - zawierały więcej brzmień klawiszowych, mniej gitarowych i bardziej skomplikowane zmiany rytmu. Ten kierunek rozczarował wielu fanów, którzy mieli nadzieję usłyszeć więcej z dwóch poprzednich albumów. 
Wszystkie projekty okładek albumów zostały stworzone przez Scotta. Zadziwiająco i rzadko jak na okładki albumów,  głównie zawierają one obrazowe sceny wbijania na pal lub rozpruwania wnętrzności.